# بريمييو (آن)
بريمييو (بالفرنسية: Prémillieu)‏ هي بلدية فرنسية تقع في إقليم الآن في فرنسا. رمز إنسي لها هو:1311. أما الرمز البريدي لها فهو: 1110.